# Tarelkins Tod
Tarelkins Tod (russisch Смерть Тарелкина) ist ein „Komödien-Scherz“ in drei Akten von Alexander Wassiljewitsch Suchowo-Kobylin. Er wurde 1869 erstmals publiziert und bildet den Abschluss der Dramentrilogie Suchowo-Kobylins, zu der noch die Vorgängerstücke Kretschinskis Hochzeit (1854) und Die Akte (1861) gehören.

## Inhalt

### Erster Akt
Im Vorgängerdrama Die Akte hatte Tarelkin seinem Vorgesetzten Warrawin geholfen, die Muromskis zur eigenen Bereicherung in den Bankrott und den Familienvater gar in den Tod zu treiben. Trotz mehrerer Bitten um eine Gewinnbeteiligung war Tarelkin beim Aufteilen der Beute allerdings leer ausgegangen. Da er seine Gläubiger daher weiterhin nicht bezahlen kann, sinnt er auf einen Ausweg. Er möchte seinen eigenen Tod vortäuschen, indem er sich verkleidet und als älterer Hofrat Kopylow auftritt (dieser wurde gerade in Schlüsselburg begraben und Tarelkin hat sich seine Papiere besorgt). Außerdem hat er kompromittierende Briefe von Warrawin entwendet, um ihn erpressen zu können.
Seinen eigenen vermeintlichen Leichnam hat er in einem Sarg als Menschenpuppe präpariert, einige vergammelte Fische sollen den entsprechenden Leichengeruch vortäuschen. Seine Köchin Mawruscha hat er angewiesen, die Inszenierung in die richtige Bahn zu lenken. Dies scheint auch zu funktionieren, als Warrawin mit einem Beamtentrupp eintrifft und die Situation begutachtet. Warrawin ist hocherfreut über Tarelkins Tod und möchte ihn schnell begraben lassen. Bei der Rückkehr in die Wohnung des vermeintlich Verstorbenen sucht er nach den entwendeten Papieren, findet aber nur belanglose Dokumente – die ausschlaggebenden hat Tarelkin an sich genommen.

### Zweiter Akt
Der als Kopylow verkleidete Tarelkin plaudert in seiner Wohnung mit Raspljujew (dem Vertrauten Kretschinskis aus dem ersten Teil der Trilogie), der inzwischen Revieraufseher ist und sich um den vermeintlichen Todesfall kümmert. Da erscheint die Wäscherin Ljudmila, die Kopylow sucht, der angeblich der Vater ihrer Kinder ist. Tarelkin (der sich als falscher Kopylow natürlich nicht an sie erinnert) weist sie schroff ab. Als Nächstes trifft der als Hauptmann Polutatarinow verkleidete Warrawin mitsamt den Gläubigern Tarelkins ein, die alle erbost sind, dass sie nun ihr Geld nicht mehr eintreiben können. Warrawin hat sich verkleidet, um in Tarelkins Wohnung weiter nach den ihm gestohlenen Dokumenten zu suchen.
Während des Gesprächs zwischen Tarelkin, Warrawin (beide noch immer verkleidet) und Raspljujew tritt Katschala ein und überbringt die Nachricht, dass der Hofrat Kopylow verstorben ist. Tarelkin kann also nicht derjenige sein, als der er sich ausgibt. In der Folge kommt es zur Anagnorisis und Warrawin erkennt Tarelkin – erzählt allerdings Raspljujew nichts davon, dem er erklärt, dass es sich bei Tarelkin um einen Vampir handeln müsse. Er wird abgeführt, beim Übergang von Szene 7 zu Szene 8 verwandelt sich die Szene und wir finden uns in einem geheimen Privathaus der Polizei wieder.
Dort meldet Raspljujew die Geschehnisse dem Polizeikommissar Och. Als Warrawin (wieder unverkleidet) auftaucht, überzeugt er die beiden noch einmal davon, dass es sich hier um ein blutsaugerisches, vampirisches Wesen handele, und verspricht ihnen Orden und Auszeichnungen für ihre Beteiligung an dessen Überführung. Nur sollen sie die Sache nicht groß publik machen und die Untersuchung selbst durchführen.

### Dritter Akt
Nachdem sich Och und Raspljujew beraten haben, tritt zunächst der Arzt Christian Christianowitsch Möglich auf und verlangt, dem Verhafteten Wasser zu geben, was aber abgelehnt wird. Dann beginnen die Verhöre, mit Raspljujew als Untersuchungsrichter. Als Erste erscheint Ljudmila, die angibt, dass es sich bei Tarelkin einerseits um Kopylow handele, andererseits aber nicht (für die Polizisten ein schlagender Beweis, dass es sich um einen Vampir handelt). Sie lassen Ljudmila festnehmen, da sie nach eigener Angabe mit Kopylow unehelich zusammen gewesen ist (er ist der Vater ihrer Kinder). Der Kaufmann Popugaitschikow, offenbar auch ein Bekannter Kopylows, kauft sich von seiner Aussagepflicht frei. Dem Hauswart Pachomow entringen die Beamten (unter Prügeln) die Aussage, dass Kopylow im Vorbeigehen immer zur Wand gesehen habe (was sie als weiteren Hinweis auf dessen Vampirsein interpretieren). Und auch der Gutsbesitzer Tschwankin, auf dessen Gut Kopylow gelebt hatte, unterschreibt, was die Beamten ihm vorlegen.
Schließlich gesteht Tarelkin selbst gegenüber Raspljujew:
| Расплюев. Говори – ты мцырь? Тарелкин. Ну, мцырь. Расплюев. Ты вуйдалак, упырь? Тарелкин. Да, да… ох… Расплюев. Кто твои сообщники? Тарелкин. Весь Петербург и вся Москва. |  | Raspljujew. Sprich – bist du ein Vampir? Tarelkin. Ein Vampir. Raspljujew. Ein Werwolf, ein Nachtsauger? Tarelkin. Ja, ja… oh… Raspljujew. Wer sind deine Komplizen? Tarelkin. Ganz Petersburg und ganz Moskau. |

Damit gesteht er implizit auch seine Mitschuld am Tod Muromskis in Die Akte ein. Tarelkins Geständnis muss aus Sicht Suchowo-Kobylins aber vor allem als Abrechnung mit einem ganzen Berufsstand gelesen werden.
In der letzten Szene gelingt es Warrawin, dem halb verdursteten Tarelkin mit einem Glas Wasser die entwendeten Papiere abzupressen. Der freigelassene Tarelkin, der wieder die Identität Kopylows annimmt, wendet sich ans Publikum und fragt, ob jemand einen Gutsbesitzer brauchen könne.

## Volltext
- die Komödie im russischen Original auf Wikisource
- Leseprobe aus der deutschen Übersetzung von Ginka Tscholakowa und Heiner Müller